# Девіація (біологія)
Девіація (лат. deviatio — відхилення) — різновид філембріогенезу, при якій зміна в розвитку органу виникає на середніх стадіях його формування і призводить до зміни будови цього органу в дорослого організму в порівнянні з предками. Наприклад, епідермальна частина зачатків луски у плазунів на середніх стадіях її розвитку піддається не скостенінню, як у акул, а ороговінню. Термін «девіація» введений німецьким ученим Ф. Мюллером в 1864 році.